# A Line of Deathless Kings
A Line of Deathless Kings deveti je studijski album britanskog doom metal-sastava My Dying Bride. Diskografska kuća Peaceville Records objavila ga je 9. listopada 2006.

## O albumu
Ograničeno izdanje albuma dolazi u tvrdoj preklopnoj kutiji s dvostranim posterom i pet razglednica, na kojima su prikazani stalni članovi sastava. Bubnjar na ovom albumu, John Bennett iz skupine The Prophecy nije uključen. Ovo je jedini album na kojem je svirao. Zamijenio je prethodnog bubnjara Shauna Steelsa, koji je napustio sastav nakon ponovljene ozljede noge što je značilo da nije mogao bubnjati puno radno vrijeme iz straha da će pogoršati svoje stanje. Bennett je dvije godine mijenjao Steelse dok njegove obveze prema The Prophecyju nisu postale prevelike da bi nastavio bubnjati za My Dying Bride.
Nakon objavljena albuma, a uz skori povratak Steelsa koji je izgledao malo vjerojatan, Dan Mullins je angažirao sastav kao stalnog bubnjara. Lena Abé također je zamijenila Adriana Jacksona na bas-gitaru.
Albumu je prethodio EP Deeper Down objavljen 18. rujna 2006. Spot za "Deeper Down" nalazi se na CD verziji albuma. Režirao ga je Charlie Granberg, koji je također režirao Katatonijine spotove "My Twin" i "Deliberation".
Autor naslovnici albuma je Matthew Vickerstaff.

## Popis pjesama
| 1.    | »To Remain Tombless«             | 6:06 |
| 2.    | »L'amour détruit«                | 9:08 |
| 3.    | »I Cannot Be Loved«              | 7:04 |
| 4.    | »And I Walk with Them«           | 6:37 |
| 5.    | »Thy Raven Wings«                | 5:22 |
| 6.    | »Love's Intolerable Pain«        | 6:14 |
| 7.    | »One of Beauty's Daughters«      | 5:40 |
| 8.    | »Deeper Down«                    | 6:28 |
| 9.    | »The Blood, the Wine, the Roses« | 8:22 |
| 61:01 |                                  |      |

## Zasluge
| My Dying Bride - Aaron – vokal - Andrew – gitara - Hamish – gitara - Ade – bas-gitara - Sarah – klavijature | Dodatni glazbenici - John Bennett – bubnjevi Ostalo osoblje - Mags – produkcija, miks - Matt Vickerstaff – grafički dizajn - Calvin Robertshaw – asistent miksanja |